# Seff Weidl

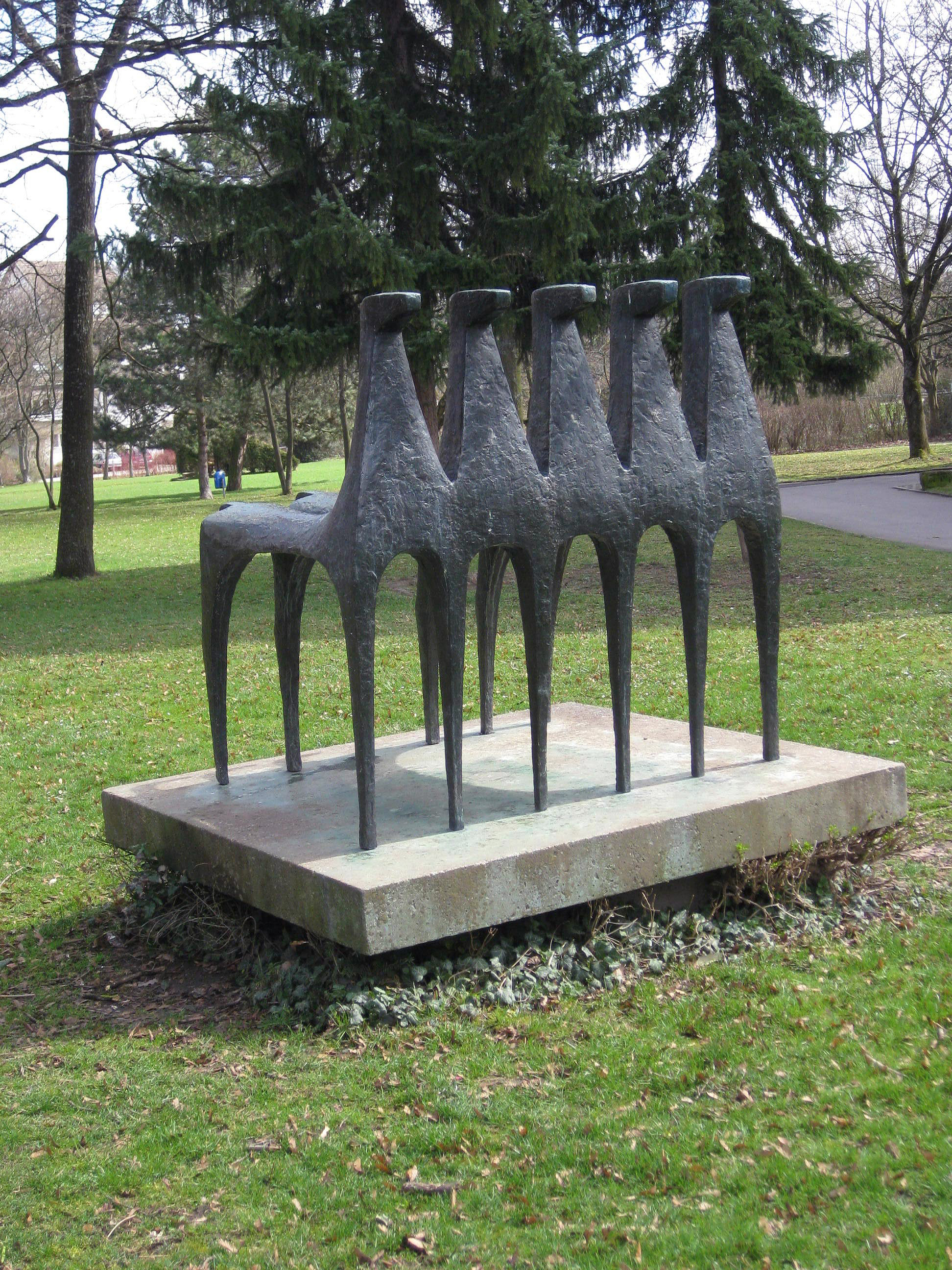
Quintilla, 1966, Böblingen

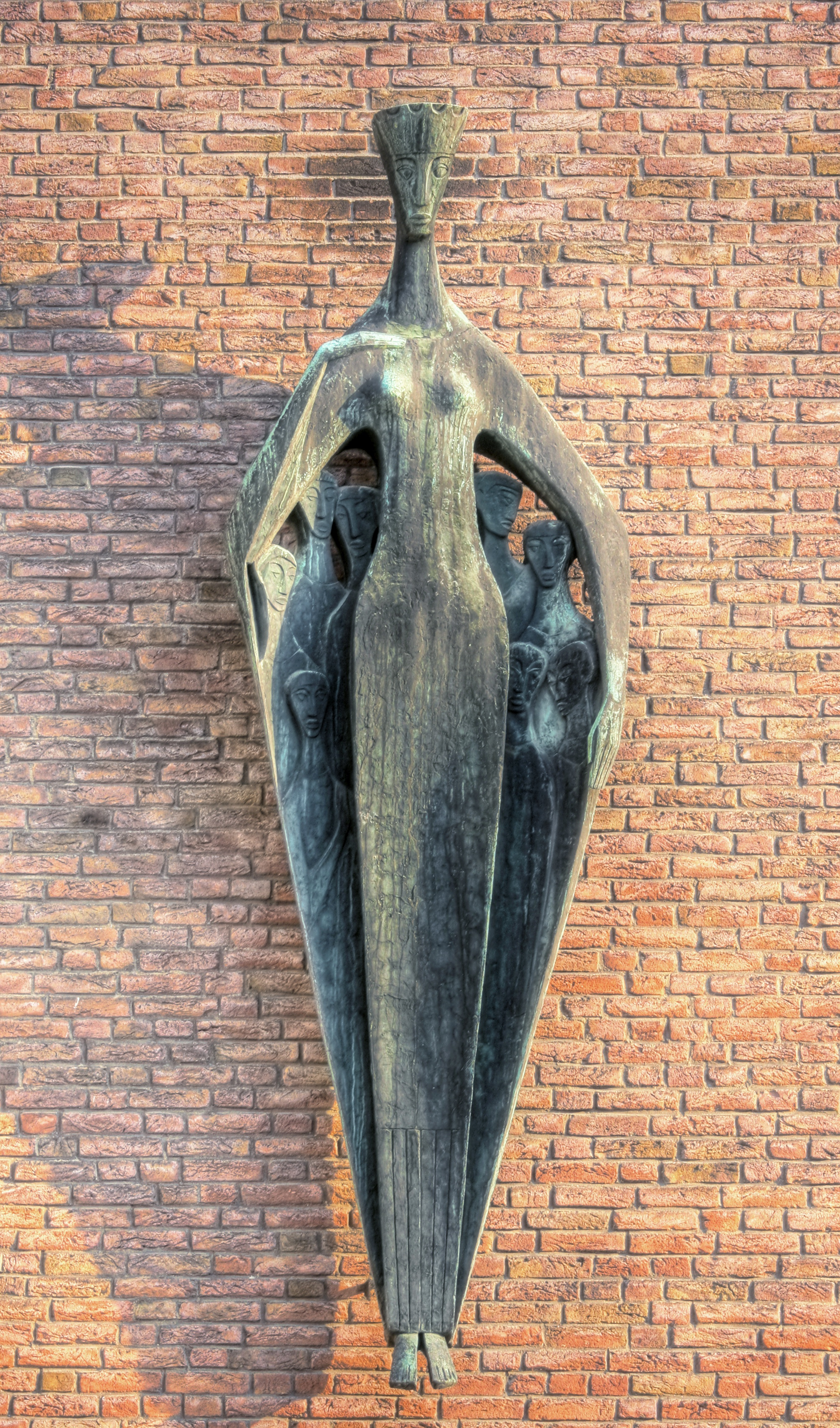
Mutter Colonia am Nordeingang zum Spanischen Bau des Kölner Rathaus

Seff Weidl (* 25. Juni 1915 in Eger; † 17. Dezember 1972 in Inning a.Ammersee; eigentlich Josef Weidl) war ein sudetendeutscher Bildhauer, Zeichner und Grafiker.

## Leben
Weidl studierte von 1936 bis 1938 an der Akademie der Bildenden Künste in München. Im Anschluss ging er nach Frankreich und Italien. Während des Zweiten Weltkriegs wurde er zum Kriegsdienst eingezogen und geriet in Gefangenschaft. In Langres malte er 1943 das Offizierskasino aus und befreundete sich mit Emil Wachter. Nach seiner Heimkehr und der Vertreibung aus dem Sudetenland fand er im oberbayerischen Kurort Kreuth eine neue Heimat und begann dort als freischaffender Künstler zu arbeiten.
1968 zog Weidl mit seinem Atelier nach Unterhaching und schließlich 1971 nach Inning am Ammersee.

## Ausstellungen
Seine Werke stellte Seff Weidl erstmals 1948 beim Kunstverein Stuttgart aus. Es folgten 1950, 1952 und 1955 Sonderausstellungen in der Kleemann Gallery in New York, 1951 in der Neuen Galerie Linz, 1952 in der Düsseldorfer Galerie Vömel und 1953 in der Städtischen Galerie München.
Anlässlich des 100. Geburtstags des Künstlers wurde vom 17. Januar bis 7. Februar 2016 in der Städtischen Galerie im Leeren Beutel in Regensburg eine Sonderausstellung zum Thema abstrakte Figuration gezeigt.

## Werke (Auswahl)
- Skulptur eines Grundsteinlegers, Denkmal für Paul Busching, 1958, Buschingstraße in München
- Plastik Einigkeit, 1959, in der Gartenstadt Vahr, Bremen
- Die Freunde, 1964, aufgestellt am Einkaufszentrum Vahrenheide[4] („Vahrenheider Markt“/Ecke Dresdener Straße)

## Auszeichnungen
- 1955: Förderpreis für Bildende Kunst der Sudetendeutschen Landsmannschaft